# Adesmia silvestrii
Adesmia silvestrii es una especie de planta floral del género Adesmia, categorizada en la tribu Dalbergieae, de la familia Fabaceae.

## Distribución
Especie nativa de Argentina. Crece en el bioma templado.

## Taxonomía
Fue descrita por (Speg.) Burkart.
Tratamiento taxonómico
La especie aparece registrada y publicada en Darwiniana 3: 336 (1939).